# Europacupen i fotboll för landslag 1960
Europacupen i fotboll för landslag 1960 var den första upplagan av Europamästerskapet i fotboll. Slutspelet förlades till Frankrike (värdnationen bestämdes efter kvartsfinalerna), och finalen spelades i Paris, där Sovjetunionen besegrade Jugoslavien efter förlängning. Turneringen spelades som en ren utslagstävling, utan gruppspel, och i de första omgångarna möttes lagen i dubbelmöten hemma och borta. Endast 17 nationer ställde upp, och bland de frånvarande kan nämnas stormakter som Västtyskland, Italien och England. Turneringen kom därför att domineras av lag från Östeuropa. I kvartsfinalen vägrade Spanien att resa till Sovjetunionen och drog sig därför ur turneringen.

## Kvalomgångar

### Förkval
|       | 5 april 1959 | Irland                                  | 2 – 0 | Tjeckoslovakien | Dalymount Park                                            |                                                           |
| 15:30 | 15:30        | Liam Tuohy 22′ Noel Cantwell 42′ (str.) |       |                 | Dublin Publik: 37 500 Domare: Lucien Van Nuffel (Belgien) | Dublin Publik: 37 500 Domare: Lucien Van Nuffel (Belgien) |
| 15:30 | 15:30        |                                         |       |                 | Dublin Publik: 37 500 Domare: Lucien Van Nuffel (Belgien) | Dublin Publik: 37 500 Domare: Lucien Van Nuffel (Belgien) |
| 15:30 | 15:30        |                                         |       |                 | Dublin Publik: 37 500 Domare: Lucien Van Nuffel (Belgien) | Dublin Publik: 37 500 Domare: Lucien Van Nuffel (Belgien) |

|       | 10 maj 1959 | Tjeckoslovakien                                                                     | 4 – 0 | Irland | Tehelné pole                                                  |                                                               |
| 16:00 | 16:00       | Imrich Stacho 3′ (str.) Titus Buberník 57′ Ladislav Pavlovič 67′ Milan Dolinský 75′ |       |        | Bratislava Publik: 41 691 Domare: Joseph Barbéran (Frankrike) | Bratislava Publik: 41 691 Domare: Joseph Barbéran (Frankrike) |
| 16:00 | 16:00       |                                                                                     |       |        | Bratislava Publik: 41 691 Domare: Joseph Barbéran (Frankrike) | Bratislava Publik: 41 691 Domare: Joseph Barbéran (Frankrike) |
| 16:00 | 16:00       |                                                                                     |       |        | Bratislava Publik: 41 691 Domare: Joseph Barbéran (Frankrike) | Bratislava Publik: 41 691 Domare: Joseph Barbéran (Frankrike) |

### Åttondelsfinaler
|       | 28 september 1958 | Sovjetunionen                                                    | 3 – 1 | Ungern           | Centrala Leninstadion                                   |                                                         |
| 19:00 | 19:00             | Anatoli Ilyin 4′ Slava Metreveli 20′ Valentin Kozmitj Ivanov 32′ |       | János Göröcs 84′ | Moskva Publik: 100 572 Domare: Alfred Grill (Österrike) | Moskva Publik: 100 572 Domare: Alfred Grill (Österrike) |
| 19:00 | 19:00             |                                                                  |       |                  | Moskva Publik: 100 572 Domare: Alfred Grill (Österrike) | Moskva Publik: 100 572 Domare: Alfred Grill (Österrike) |
| 19:00 | 19:00             |                                                                  |       |                  | Moskva Publik: 100 572 Domare: Alfred Grill (Österrike) | Moskva Publik: 100 572 Domare: Alfred Grill (Österrike) |

|       | 27 september 1959 | Ungern | 0 – 1 | Sovjetunionen    | Népstadion                                          |                                                     |
| 15:30 | 15:30             |        |       | Yuriy Voynov 58′ | Budapest Publik: 78 481 Domare: Jozef Kowal (Polen) | Budapest Publik: 78 481 Domare: Jozef Kowal (Polen) |
| 15:30 | 15:30             |        |       |                  | Budapest Publik: 78 481 Domare: Jozef Kowal (Polen) | Budapest Publik: 78 481 Domare: Jozef Kowal (Polen) |
| 15:30 | 15:30             |        |       |                  | Budapest Publik: 78 481 Domare: Jozef Kowal (Polen) | Budapest Publik: 78 481 Domare: Jozef Kowal (Polen) |

|       | 1 oktober 1958 | Frankrike                                                                              | 7 – 1 | Grekland          | Parc des Princes                                        |                                                         |
| 20:30 | 20:30          | Raymond Kopa 23′ Just Fontaine 25′, 85′ Thadée Cisowski 29′, 68′ Jean Vincent 61′, 87′ |       | Ilias Yfantis 48′ | Paris Publik: 37 590 Domare: Gottfried Dienst (Schweiz) | Paris Publik: 37 590 Domare: Gottfried Dienst (Schweiz) |
| 20:30 | 20:30          |                                                                                        |       |                   | Paris Publik: 37 590 Domare: Gottfried Dienst (Schweiz) | Paris Publik: 37 590 Domare: Gottfried Dienst (Schweiz) |
| 20:30 | 20:30          |                                                                                        |       |                   | Paris Publik: 37 590 Domare: Gottfried Dienst (Schweiz) | Paris Publik: 37 590 Domare: Gottfried Dienst (Schweiz) |

|       | 3 december 1958 | Grekland                | 1 – 1 | Frankrike          | Apostolos Nikolaidis-stadion                             |                                                          |
| 15:00 | 15:00           | Roger Marche 85′ (sjm.) |       | Stéphane Bruey 71′ | Aten Publik: 18 833 Domare: Vincenzo Orlandini (Italien) | Aten Publik: 18 833 Domare: Vincenzo Orlandini (Italien) |
| 15:00 | 15:00           |                         |       |                    | Aten Publik: 18 833 Domare: Vincenzo Orlandini (Italien) | Aten Publik: 18 833 Domare: Vincenzo Orlandini (Italien) |
| 15:00 | 15:00           |                         |       |                    | Aten Publik: 18 833 Domare: Vincenzo Orlandini (Italien) | Aten Publik: 18 833 Domare: Vincenzo Orlandini (Italien) |

|  | 2 november 1958 | Rumänien                                                           | 3 – 0 | Turkiet | Stadionul 23 August                                        |                                                            |
|  |                 | Nicolae Oaidă 62′ Gheorghe Constantin 77′ Constantin Dinulescu 81′ |       |         | Bukarest Publik: 67 200 Domare: Gottfried Dienst (Schweiz) | Bukarest Publik: 67 200 Domare: Gottfried Dienst (Schweiz) |
|  |                 |                                                                    |       |         | Bukarest Publik: 67 200 Domare: Gottfried Dienst (Schweiz) | Bukarest Publik: 67 200 Domare: Gottfried Dienst (Schweiz) |
|  |                 |                                                                    |       |         | Bukarest Publik: 67 200 Domare: Gottfried Dienst (Schweiz) | Bukarest Publik: 67 200 Domare: Gottfried Dienst (Schweiz) |

|  | 26 april 1959 | Turkiet                                | 2 – 0 | Rumänien | Beşiktaş İnönü Stadı                                            |                                                                 |
|  |               | Lefter Küçükandonyadis 13′, 54′ (str.) |       |          | Istanbul Publik: 23 567 Domare: Borge Nedelkovski (Jugoslavien) | Istanbul Publik: 23 567 Domare: Borge Nedelkovski (Jugoslavien) |
|  |               |                                        |       |          | Istanbul Publik: 23 567 Domare: Borge Nedelkovski (Jugoslavien) | Istanbul Publik: 23 567 Domare: Borge Nedelkovski (Jugoslavien) |
|  |               |                                        |       |          | Istanbul Publik: 23 567 Domare: Borge Nedelkovski (Jugoslavien) | Istanbul Publik: 23 567 Domare: Borge Nedelkovski (Jugoslavien) |

|       | 20 maj 1959 | Norge | 0 – 1 | Österrike     | Ullevål Stadion                                           |                                                           |
| 19:00 | 19:00       |       |       | Erich Hof 32′ | Oslo Publik: 27 566 Domare: Werner Bergmann (Östtyskland) | Oslo Publik: 27 566 Domare: Werner Bergmann (Östtyskland) |
| 19:00 | 19:00       |       |       |               | Oslo Publik: 27 566 Domare: Werner Bergmann (Östtyskland) | Oslo Publik: 27 566 Domare: Werner Bergmann (Östtyskland) |
| 19:00 | 19:00       |       |       |               | Oslo Publik: 27 566 Domare: Werner Bergmann (Östtyskland) | Oslo Publik: 27 566 Domare: Werner Bergmann (Östtyskland) |

|       | 23 september 1959 | Österrike                                                      | 5 – 2 | Norge                 | Praterstadion                                                |                                                              |
| 19:00 | 19:00             | Erich Hof 2′, 25′ (str.) Horst Nemec 21′, 73′ Karl Skerlan 60′ |       | Ove Ødegaard 19′, 35′ | Wien Publik: 34 989 Domare: Dimosthemis Stathatos (Grekland) | Wien Publik: 34 989 Domare: Dimosthemis Stathatos (Grekland) |
| 19:00 | 19:00             |                                                                |       |                       | Wien Publik: 34 989 Domare: Dimosthemis Stathatos (Grekland) | Wien Publik: 34 989 Domare: Dimosthemis Stathatos (Grekland) |
| 19:00 | 19:00             |                                                                |       |                       | Wien Publik: 34 989 Domare: Dimosthemis Stathatos (Grekland) | Wien Publik: 34 989 Domare: Dimosthemis Stathatos (Grekland) |

|  | 31 maj 1959 | Jugoslavien                    | 2 – 0 | Bulgarien | Stadion JNA                                          |                                                      |
|  |             | Milan Galić 1′ Lazar Tasić 87′ |       |           | Belgrad Publik: 23 418 Domare: Mihai Popa (Rumänien) | Belgrad Publik: 23 418 Domare: Mihai Popa (Rumänien) |
|  |             |                                |       |           | Belgrad Publik: 23 418 Domare: Mihai Popa (Rumänien) | Belgrad Publik: 23 418 Domare: Mihai Popa (Rumänien) |
|  |             |                                |       |           | Belgrad Publik: 23 418 Domare: Mihai Popa (Rumänien) | Belgrad Publik: 23 418 Domare: Mihai Popa (Rumänien) |

|  | 25 oktober 1959 | Bulgarien      | 1 – 1 | Jugoslavien       | Vasil Levski-stadion                                         |                                                              |
|  |                 | Todor Diev 55′ |       | Muhamed Mujić 57′ | Sofia Publik: 27 560 Domare: Kurt Tschenscher (Västtyskland) | Sofia Publik: 27 560 Domare: Kurt Tschenscher (Västtyskland) |
|  |                 |                |       |                   | Sofia Publik: 27 560 Domare: Kurt Tschenscher (Västtyskland) | Sofia Publik: 27 560 Domare: Kurt Tschenscher (Västtyskland) |
|  |                 |                |       |                   | Sofia Publik: 27 560 Domare: Kurt Tschenscher (Västtyskland) | Sofia Publik: 27 560 Domare: Kurt Tschenscher (Västtyskland) |

|  | 21 juni 1959 | Östtyskland | 0 – 2 | Portugal                     | Walter-Ulbricht-Stadion                                         |                                                                 |
|  |              |             |       | Matateu 12′ Mário Coluna 67′ | Berlin Publik: 25 000 Domare: Alois Obtulovic (Tjeckoslovakien) | Berlin Publik: 25 000 Domare: Alois Obtulovic (Tjeckoslovakien) |
|  |              |             |       |                              | Berlin Publik: 25 000 Domare: Alois Obtulovic (Tjeckoslovakien) | Berlin Publik: 25 000 Domare: Alois Obtulovic (Tjeckoslovakien) |
|  |              |             |       |                              | Berlin Publik: 25 000 Domare: Alois Obtulovic (Tjeckoslovakien) | Berlin Publik: 25 000 Domare: Alois Obtulovic (Tjeckoslovakien) |

|  | 28 juni 1959 | Portugal                                  | 3 – 2 | Östtyskland                      | Estádio das Antas                                             |                                                               |
|  |              | Mário Coluna 45′, 62′ Domiciano Cavém 68′ |       | Gerhard Vogt 47′ Horst Kohle 72′ | Porto Publik: 19 124 Domare: Juan Garay Gardeazábal (Spanien) | Porto Publik: 19 124 Domare: Juan Garay Gardeazábal (Spanien) |
|  |              |                                           |       |                                  | Porto Publik: 19 124 Domare: Juan Garay Gardeazábal (Spanien) | Porto Publik: 19 124 Domare: Juan Garay Gardeazábal (Spanien) |
|  |              |                                           |       |                                  | Porto Publik: 19 124 Domare: Juan Garay Gardeazábal (Spanien) | Porto Publik: 19 124 Domare: Juan Garay Gardeazábal (Spanien) |

|  | 28 juni 1959 | Polen                               | 2 – 4 | Spanien                                          | Stadion Śląski                                               |                                                              |
|  |              | Ernest Pohl 34′ Lucjan Brychczy 62′ |       | Luis Suárez 40′, 52′ Alfredo Di Stéfano 41′, 56′ | Chorzów Publik: 71 469 Domare: Arthur Edward Ellis (England) | Chorzów Publik: 71 469 Domare: Arthur Edward Ellis (England) |
|  |              |                                     |       |                                                  | Chorzów Publik: 71 469 Domare: Arthur Edward Ellis (England) | Chorzów Publik: 71 469 Domare: Arthur Edward Ellis (England) |
|  |              |                                     |       |                                                  | Chorzów Publik: 71 469 Domare: Arthur Edward Ellis (England) | Chorzów Publik: 71 469 Domare: Arthur Edward Ellis (England) |

|  | 14 oktober 1959 | Spanien                                                      | 3 – 0 | Polen | Santiago Bernabéu-stadion                           |                                                     |
|  |                 | Alfredo Di Stéfano 30′ Enric Gensana 69′ Francisco Gento 85′ |       |       | Madrid Publik: 62 070 Domare: Karoly Balla (Ungern) | Madrid Publik: 62 070 Domare: Karoly Balla (Ungern) |
|  |                 |                                                              |       |       | Madrid Publik: 62 070 Domare: Karoly Balla (Ungern) | Madrid Publik: 62 070 Domare: Karoly Balla (Ungern) |
|  |                 |                                                              |       |       | Madrid Publik: 62 070 Domare: Karoly Balla (Ungern) | Madrid Publik: 62 070 Domare: Karoly Balla (Ungern) |

|       | 23 september 1959 | Danmark                           | 2 – 2 | Tjeckoslovakien                        | Københavns Idrætspark                                             |                                                                   |
| 19:00 | 19:00             | Poul Pedersen 17′ Bent Hansen 19′ |       | Ladislav Kačáni 29′ Milan Dolinský 42′ | Köpenhamn Publik: 34 200 Domare: Johan Bronkhorst (Nederländerna) | Köpenhamn Publik: 34 200 Domare: Johan Bronkhorst (Nederländerna) |
| 19:00 | 19:00             |                                   |       |                                        | Köpenhamn Publik: 34 200 Domare: Johan Bronkhorst (Nederländerna) | Köpenhamn Publik: 34 200 Domare: Johan Bronkhorst (Nederländerna) |
| 19:00 | 19:00             |                                   |       |                                        | Köpenhamn Publik: 34 200 Domare: Johan Bronkhorst (Nederländerna) | Köpenhamn Publik: 34 200 Domare: Johan Bronkhorst (Nederländerna) |

|       | 18 oktober 1959 | Tjeckoslovakien                                                   | 5 – 1 | Danmark         | Stadion Za Lužánkami                                     |                                                          |
| 14:15 | 14:15           | Titus Buberník 39′, 56′ Adolf Scherer 47′, 86′ Milan Dolinský 63′ |       | John Kramer 33′ | Brno Publik: 31 217 Domare: Helmut Köhler (Västtyskland) | Brno Publik: 31 217 Domare: Helmut Köhler (Västtyskland) |
| 14:15 | 14:15           |                                                                   |       |                 | Brno Publik: 31 217 Domare: Helmut Köhler (Västtyskland) | Brno Publik: 31 217 Domare: Helmut Köhler (Västtyskland) |
| 14:15 | 14:15           |                                                                   |       |                 | Brno Publik: 31 217 Domare: Helmut Köhler (Västtyskland) | Brno Publik: 31 217 Domare: Helmut Köhler (Västtyskland) |

### Kvartsfinaler
|       | 13 december 1959 | Frankrike                                        | 5 – 2 | Österrike                           | Stade Olympique de Colombes                                    |                                                                |
| 14:30 | 14:30            | Just Fontaine 6′, 18′, 70′ Jean Vincent 38′, 82′ |       | Walter Horak 40′ Rudolf Pichler 65′ | Colombes Publik: 43 775 Domare: Manuel Martín Asensi (Spanien) | Colombes Publik: 43 775 Domare: Manuel Martín Asensi (Spanien) |
| 14:30 | 14:30            |                                                  |       |                                     | Colombes Publik: 43 775 Domare: Manuel Martín Asensi (Spanien) | Colombes Publik: 43 775 Domare: Manuel Martín Asensi (Spanien) |
| 14:30 | 14:30            |                                                  |       |                                     | Colombes Publik: 43 775 Domare: Manuel Martín Asensi (Spanien) | Colombes Publik: 43 775 Domare: Manuel Martín Asensi (Spanien) |

|       | 27 mars 1960 | Österrike                        | 2 – 4 | Frankrike                                                                             | Praterstadion                                   |                                                 |
| 15:00 | 15:00        | Horst Nemec 26′ Erich Probst 64′ |       | Jean-Jacques Marcel 46′ Bernard Rahis 59′ François Heutte 77′ Raymond Kopa 83′ (str.) | Wien Publik: 39 229 Domare: Leo Helge (Danmark) | Wien Publik: 39 229 Domare: Leo Helge (Danmark) |
| 15:00 | 15:00        |                                  |       |                                                                                       | Wien Publik: 39 229 Domare: Leo Helge (Danmark) | Wien Publik: 39 229 Domare: Leo Helge (Danmark) |
| 15:00 | 15:00        |                                  |       |                                                                                       | Wien Publik: 39 229 Domare: Leo Helge (Danmark) | Wien Publik: 39 229 Domare: Leo Helge (Danmark) |

|  | 8 maj 1960 | Portugal                        | 2 – 1 | Jugoslavien     | Estádio Nacional                                            |                                                             |
|  |            | Joaquim Santana 30′ Matateu 70′ |       | Bora Kostić 81′ | Lissabon Publik: 39 978 Domare: Joseph Barbéran (Frankrike) | Lissabon Publik: 39 978 Domare: Joseph Barbéran (Frankrike) |
|  |            |                                 |       |                 | Lissabon Publik: 39 978 Domare: Joseph Barbéran (Frankrike) | Lissabon Publik: 39 978 Domare: Joseph Barbéran (Frankrike) |
|  |            |                                 |       |                 | Lissabon Publik: 39 978 Domare: Joseph Barbéran (Frankrike) | Lissabon Publik: 39 978 Domare: Joseph Barbéran (Frankrike) |

|  | 22 maj 1960 | Jugoslavien                                                                     | 5 – 1 | Portugal            | Stadion JNA                                             |                                                         |
|  |             | Dragoslav Šekularac 8′ Zvezdan Čebinac 45′ Bora Kostić 50′, 88′ Milan Galić 79′ |       | Domiciano Cavém 29′ | Belgrad Publik: 43 000 Domare: Alfred Stoll (Österrike) | Belgrad Publik: 43 000 Domare: Alfred Stoll (Österrike) |
|  |             |                                                                                 |       |                     | Belgrad Publik: 43 000 Domare: Alfred Stoll (Österrike) | Belgrad Publik: 43 000 Domare: Alfred Stoll (Österrike) |
|  |             |                                                                                 |       |                     | Belgrad Publik: 43 000 Domare: Alfred Stoll (Österrike) | Belgrad Publik: 43 000 Domare: Alfred Stoll (Österrike) |

|       | 22 maj 1960 | Rumänien | 0 – 2 | Tjeckoslovakien                        | Stadionul 23 August                                   |                                                       |
| 15:00 | 15:00       |          |       | Josef Masopust 8′ Vlastimil Bubník 45′ | Bukarest Publik: 61 306 Domare: Andor Dorogi (Ungern) | Bukarest Publik: 61 306 Domare: Andor Dorogi (Ungern) |
| 15:00 | 15:00       |          |       |                                        | Bukarest Publik: 61 306 Domare: Andor Dorogi (Ungern) | Bukarest Publik: 61 306 Domare: Andor Dorogi (Ungern) |
| 15:00 | 15:00       |          |       |                                        | Bukarest Publik: 61 306 Domare: Andor Dorogi (Ungern) | Bukarest Publik: 61 306 Domare: Andor Dorogi (Ungern) |

|       | 29 maj 1960 | Tjeckoslovakien                             | 3 – 0 | Rumänien | Tehelné pole                                             |                                                          |
| 16:30 | 16:30       | Titus Buberník 1′, 15′ Vlastimil Bubník 18′ |       |          | Bratislava Publik: 31 057 Domare: Leif Gulliksen (Norge) | Bratislava Publik: 31 057 Domare: Leif Gulliksen (Norge) |
| 16:30 | 16:30       |                                             |       |          | Bratislava Publik: 31 057 Domare: Leif Gulliksen (Norge) | Bratislava Publik: 31 057 Domare: Leif Gulliksen (Norge) |
| 16:30 | 16:30       |                                             |       |          | Bratislava Publik: 31 057 Domare: Leif Gulliksen (Norge) | Bratislava Publik: 31 057 Domare: Leif Gulliksen (Norge) |

Matcherna mellan Sovjetunionen och Spanien spelades ej då Spanien lämnade walkover.
|  | 29 maj 1960 | Sovjetunionen | Walkover | Spanien |  |  |
|  |             |               |          |         |  |  |
|  |             |               |          |         |  |  |
|  |             |               |          |         |  |  |

|  | 9 juni 1960 | Spanien | Walkover | Sovjetunionen |  |  |
|  |             |         |          |               |  |  |
|  |             |         |          |               |  |  |
|  |             |         |          |               |  |  |

## Huvudturneringen

### Slutspelsträd
|  | Semifinaler     | Semifinaler |   |                 | Final                | Final |  |
|  |                 |             |   |                 |                      |       |  |
|  |                 |             |   |                 |                      |       |  |
|  | Tjeckoslovakien | 0           |   |                 |                      |       |  |
|  | Sovjetunionen   | 3           |   |                 |                      |       |  |
|  |                 |             |   |                 |                      |       |  |
|  |                 |             |   |                 |                      |       |  |
|  |                 |             |   |                 | Sovjetunionen (e.f.) | 2     |  |
|  |                 | Jugoslavien | 1 |                 |                      |       |  |
|  |                 |             |   |                 |                      |       |  |
|  |                 |             |   |                 |                      |       |  |
|  |                 |             |   |                 | Bronsmatch           |       |  |
|  |                 |             |   |                 |                      |       |  |
|  | Frankrike       | 4           |   | Tjeckoslovakien | 2                    |       |  |
|  | Jugoslavien     | 5           |   |                 | Frankrike            | 0     |  |

### Semifinaler
| 1           | 6 juli 1960 | Frankrike                                                      | 4 – 5           | Jugoslavien                                                                 | Parc des Princes                                       |                                                        |
| 20:00 UTC+1 | 20:00 UTC+1 | Jean Vincent 12′ François Heutte 43′, 62′ Maryan Wisnieski 53′ | (2 – 1) Rapport | 11′ Milan Galic 55′ Ante Zanetic 75′ Tomislav Knez 78′, 79′ Dražan Jerković | Paris Publik: 26 370 Domare: Gaston Grandain (Belgien) | Paris Publik: 26 370 Domare: Gaston Grandain (Belgien) |
| 20:00 UTC+1 | 20:00 UTC+1 |                                                                |                 |                                                                             | Paris Publik: 26 370 Domare: Gaston Grandain (Belgien) | Paris Publik: 26 370 Domare: Gaston Grandain (Belgien) |
| 20:00 UTC+1 | 20:00 UTC+1 |                                                                |                 |                                                                             | Paris Publik: 26 370 Domare: Gaston Grandain (Belgien) | Paris Publik: 26 370 Domare: Gaston Grandain (Belgien) |

| 2           | 6 juli 1960 | Tjeckoslovakien | 0 – 3           | Sovjetunionen                                          | Stade Vélodrome                                         |                                                         |
| 21:30 UTC+1 | 21:30 UTC+1 |                 | (0 – 1) Rapport | 34′, 56′ Valentin Kozmitj Ivanov 66′ Viktor Ponedelnik | Marseille Publik: 25 184 Domare: Cesare Jonni (Italien) | Marseille Publik: 25 184 Domare: Cesare Jonni (Italien) |
| 21:30 UTC+1 | 21:30 UTC+1 |                 |                 |                                                        | Marseille Publik: 25 184 Domare: Cesare Jonni (Italien) | Marseille Publik: 25 184 Domare: Cesare Jonni (Italien) |
| 21:30 UTC+1 | 21:30 UTC+1 |                 |                 |                                                        | Marseille Publik: 25 184 Domare: Cesare Jonni (Italien) | Marseille Publik: 25 184 Domare: Cesare Jonni (Italien) |

### Bronsmatch
| 3           | 9 juli 1960 | Tjeckoslovakien                            | 2 – 0           | Frankrike | Stade Vélodrome                                        |                                                        |
| 21:30 UTC+1 | 21:30 UTC+1 | Vlastimil Bubník 58′ Ladislav Pavlovič 88′ | (0 – 0) Rapport |           | Marseille Publik: 9 438 Domare: Cesare Jonni (Italien) | Marseille Publik: 9 438 Domare: Cesare Jonni (Italien) |
| 21:30 UTC+1 | 21:30 UTC+1 |                                            |                 |           | Marseille Publik: 9 438 Domare: Cesare Jonni (Italien) | Marseille Publik: 9 438 Domare: Cesare Jonni (Italien) |
| 21:30 UTC+1 | 21:30 UTC+1 |                                            |                 |           | Marseille Publik: 9 438 Domare: Cesare Jonni (Italien) | Marseille Publik: 9 438 Domare: Cesare Jonni (Italien) |

### Final
| 4           | 10 juli 1960 | Sovjetunionen                              | 0000 2 – 1 (e.fl.) | Jugoslavien     | Parc des Princes                                           |                                                            |
| 20:30 UTC+1 | 20:30 UTC+1  | Slava Metreveli 49′ Viktor Ponedelnik 113′ | (0 – 1) Rapport    | 43′ Milan Galić | Paris Publik: 17 966 Domare: Arthur Edward Ellis (England) | Paris Publik: 17 966 Domare: Arthur Edward Ellis (England) |
| 20:30 UTC+1 | 20:30 UTC+1  |                                            |                    |                 | Paris Publik: 17 966 Domare: Arthur Edward Ellis (England) | Paris Publik: 17 966 Domare: Arthur Edward Ellis (England) |
| 20:30 UTC+1 | 20:30 UTC+1  |                                            |                    |                 | Paris Publik: 17 966 Domare: Arthur Edward Ellis (England) | Paris Publik: 17 966 Domare: Arthur Edward Ellis (England) |